# Chacoa
Chacoa, monotipski rod glavočika iz podtribusa Critoniinae opisan 1975. godine. Jedina vrsta je C. pseudoprasiifolia,, južnoamerički grm iz Brazila (Santa Catarina), Argentine (Chaco, Corrientes, Formosa, Misiones, Santa Fe) i Paragvaja.
Iako je sličan rodu Koanophyllon, razlikuje se po uskoj bazalnoj cijevi vjenčića.

## Sinonimi
- Eupatorium pseudoprasiifolium Hassl.; Repert. Spec. Nov. Regni Veg. 16: 25., nom. nov. (1919)